# أحمد عيسى (لاعب كرة قدم مواليد 1997)
أحمد عيسى جمعة (مواليد 3 أبريل 1997) لاعب كرة قدم إماراتي يجيد اللعب في الدفاع مع نادي دبا الفجيرة .
مثل نادي النصر في الفئات السنية و لعب بعدها مع نادي الوصل ونادي خورفكان ونادي الإمارات ونادي العروبة ونادي دبا الفجيرة.

## روابط خارجية
- أحمد عيسى جمعة على موقع Soccerway.com (الإنجليزية)